# In de cirkel
In de cirkel is een hoorspel van Benno Meyer-Wehlack. Im Kreis werd op 4 februari 1974 door de Bayerischer Rundfunk uitgezonden. Hélène Swildens vertaalde het en de KRO zond het uit op dinsdag 18 juni 1968. De regisseur was Léon Povel. Het hoorspel duurde 45 minuten.

## Rolbezetting
- Broes Hartman
- Joke Reitsma-Hagelen
- Frans Vasen

## Inhoud
Een 40-jarige man en zijn 13-jarige dochter worden op een regenachtige morgen wakker in hun trieste kamer in een vakantiepension. Er is niks te doen - dus spelen ze "verhaaltjes bedenken". Alles wat de man vertelt, gaat eigenlijk over hemzelf. Hij praat maar en praat maar; het kind luistert, stelt vragen, oordeelt en wordt daarbij onverwachts een partner, een morele instantie voor de man, die uit de "cirkel" van zijn leven, uit de gevangenis van zijn burgerlijkheid, zijn huwelijk, zijn milieu zou willen breken en nog één keer van voren af aan zou willen beginnen…